# Pedro Chiamulera
Pedro Paulo Chiamulera (Curitiba, 29 de junho de 1964) é um ex-atleta brasileiro que competiu nos 110 e 400 metros com barreiras. Representou o Brasil nos Jogos Olímpicos de Verão de 1992 e 1996, bem como cinco campeonatos mundiais consecutivos a partir de 1987.

## Registro de competições
| Ano                  | Competição                      | Local                | Posição              | Evento               | Notas                |
| Representando Brasil | Representando Brasil            | Representando Brasil | Representando Brasil | Representando Brasil | Representando Brasil |
| -------------------- | ------------------------------- | -------------------- | -------------------- | -------------------- | -------------------- |
| 1981                 | Campeonato Sul-Americano Junior | Rio de Janeiro       | 2nd                  | 110m com barreiras   | 14.7                 |
| 1981                 | Campeonato Sul-Americano Junior | Rio de Janeiro       | 4th                  | 400m com barreiras   | 54.4                 |
| 1983                 | Campeonato Sul-Americano Junior | Medellín             | 1st                  | 110m com barreiras   | 15.21 (A)            |
| 1983                 | Campeonato Sul-Americano Junior | Medellín             | 2nd                  | 400m com barreiras   | 55.02 (A)            |
| 1983                 | Campeonato Sul-Americano        | Santa Fé             | 1st                  | 110m com barreiras   | 14.3                 |
| 1983                 | Campeonato Sul-Americano        | Santa Fé             | 1st                  | 400m com barreiras   | 52.2                 |
| 1985                 | Campeonato Sul-Americano        | Santiago             | 1st                  | 110m com barreiras   | 13.87                |
| 1985                 | Campeonato Sul-Americano        | Santiago             | 1st                  | 400m com barreiras   | 49.71                |
| 1985                 | Copa do Mundo                   | Canberra             | 7th                  | 400m com barreiras   | 51.441               |
| 1987                 | Campeonato Mundial              | Roma                 | 31st (h)             | 400m com barreiras   | 50.71                |
| 1989                 | Campeonato Sul-Americano        | Medellín             | 1st                  | 110m com barreiras   | 14.1 (A)             |
| 1989                 | Campeonato Sul-Americano        | Medellín             | 1st                  | 400m com barreiras   | 50.12 (A)            |
| 1991                 | Campeonato Mundial              | Tóquio               | 14th (sf)            | 400m com barreiras   | 50.02                |
| 1992                 | Jogos Olímpicos                 | Barcelona            | –                    | 400m com barreiras   | DNF                  |
| 1993                 | Campeonato Sul-Americano        | Lima                 | 1st                  | 110m com barreiras   | 14.30                |
| 1993                 | Campeonato Sul-Americano        | Lima                 | 2nd                  | 400m com barreiras   | 50.10                |
| 1993                 | Campeonato Mundial              | Stuttgart            | 37th (h)             | 110m com barreiras   | 14.11                |
| 1995                 | Campeonato Mundial              | Gothenburg           | 47th (h)             | 110m com barreiras   | 14.33                |
| 1996                 | Campeonatos Ibero-Americanos    | Medellín             | 2nd                  | 110m com barreiras   | 13.58                |
| 1996                 | Jogos Olímpicos                 | Atlanta              | 27th (qf)            | 110m com barreiras   | 13.77                |
| 1997                 | World Indoor Championships      | Paris                | 26th (h)             | 60m com barreiras    | 7.96                 |
| 1997                 | Campeonato Mundial              | Atenas               | 29th (qf)            | 110m com barreiras   | 13.8]                |

1 Representando as Américas

## Melhores marcas

### Ao ar livre
- 110 metros com barreiras - 13,54 (+0,3) (Marietta 1996)
- 400 metros com barreiras - 49,34 (San Juan 1985)

### Interior
- 60 metros com barreiras - 7.96 (Paris 1997)